# Ernemann
«Ernemann» — германская компания, производитель оптического оборудования.

## История
В 1889 году Генрих Эрнеманн (Heinrich Ernemann 1850—1928) и Вильгельм Франц Маттиас (Wilhelm Franz Matthias) основали в Дрездене компанию Dresdner photographische Apparate-Fabrik Ernemann & Matthias. В 1891 году Маттиас покинул компанию.
Первой продукцией компании стал фотоаппарат для профессиональных фотографов в деревянном корпусе. До 1896 года компания производила, в основном деревянные части для фотоаппаратов, а другие комплектующие приобретались у сторонних производителей. Эрнеманн создал четыре подразделения компании для производства комплектующих. В 1899 году компания стала акционерным обществом под названием Heinrich Ernemann, Aktiengesellschaft für Cameraproduktion. Компания производила фотоаппараты и кинопроекторы в Дрездене и Гёрлице.
Компания Ernemann поглотила производителя фотоаппаратов Globus — компанию Ernst, Herbst & Firl. С 1901-го по 1907 год Ernemann производил фотоаппараты Union для компании Stöckig (Дрезден).
В 1903 году Ernemann начал производство маленьких кинопроекторов для любителей. В 1904 году из США вернулся сын Генриха Эрнеманна — Александр. Александр Карл Эрнеманн (1878—1957) 5 лет изучал в США оптическую промышленность. Александр стал техническим директором компании. При нём ускорилось развитие кинематографического направления.
В 1907 году Ernemann начал производство однообъективного фотоаппарата собственной конструкции. В 1908 году компания начала производство собственных объективов — до этого объективы приобретались у компаний Carl Zeiss и Goerz.
В 1908 году германская фотопромышленность столкнулась с кризисом перепроизводства, в результате, в 1909 году произошло слияние компаний Ernemann и Ica.
Во время Первой мировой войны компания выпускала военную продукцию и складные фотоаппараты. В 1917 году название компании изменилось на «Ernemann-Werke AG in Dresden».
В 1920 году подразделение кинопроекторов Ernemann создало совместное предприятие с Friedrich Krupp AG под названием Ernemann-Krupp Kinoapparate. В настоящее время компания существует под названием ERNEMANN CineTec GmbH (Киль) и производит кинопроекторы.
В 1923 году компания переехала в своё новое здание в Дрездене. Впоследствии это здание стало символом компании VEB Pentacon.
В 1926 году компании ICA AG (Дрезден), Goerz (Берлин) и Contessa-Nettel (Штутгарт) слились, и образовали новую компанию — Zeiss Ikon. В новой компании Carl Zeiss приобрёл 53 % акций. После слияния компания продолжила выпуск кинопроекторов.
После войны и оккупации Германии компания в 1947 году вошла в народное предприятие VEB Pentacon Dresden

## Продукция

### Фотоаппараты
- Berry
- Bob series 0-XV — серия фотоаппаратов Bob производилась с 1911 года по 1926 год. Складная камера. Объективы Ernemann Detectiv Aplanat или Carl Zeiss Jena Tessar 9 см f/1:6,3. Затвор Ernemann.
- Bobette I. Один из прообразов малоформатного фотоаппарата. Формат кадра 22×33 мм[2].
- Bobette II
- Edison
- Er-Nox
- Ermanox — производилась с 1924 года. Объектив Ernostar 85 мм f/1,8. Размер кадра 6×4,5 см. Стеклянные фотопластинки. Затвор с экспозициями от 1/20 до 1/1000. Металлический корпус.
- Ermanox Reflex
- Ernette
- Europa
- Ernemann-Rundblick-Camera — панорамный фотоаппарат.
- Ernoflex, Klapp Reflex
- Film K
- Globus
- Globus Stereo
- Heag 0-XVI — Heag — акроним от Heinrich Ernemann Aktien — Gesellschaft.
  - Heag II — любительская камера. Производилась с 1900 года. Складной мех. Размер кадра 9×12 см. Объектив Ernemann Detectiv Aplanat No. 1 1/6,8. Производилась в трёх версиях.
  - Heag XV — складная камера. Размер кадра 4,5×6 см. Объектив Ernastigmat.
- Klapp — Производилась с 1901 года по 1924 год. Выпускалась в вариантах размеров кадра: 6,5×9 см, 9×12 см, 4×5 дюйма, 8×10,5 см иd 10×15 см. Объектив Ernemann Ernon Anastigmat.
- Klapp Stereo
- Liliput
- Liliput Stereo
- Mignon-Kamera
- Miniatur-Ernoflex / Miniatur Klappreflex — уменьшенная версия Ernoflex. Выпускалась в середине 1920-х годов. Размер кадра 4,5×6 см. Объективы Ernemann Ernon 1:3,5/75 мм или Carl Zeiss Jena Tessar 1:4,5/80 мм.
- Rolf I — Производилась с 1924 года. Плёнка типа 127. Складная камера для начинающих.
- Rolf II
- Simplex
- Simplex Ernoflex
- Unette Производилась с 1924 года. Коробочного типа. Плёнка типа 135 с форматом кадра 18×24 мм[2]. 3 режима экспозиции, 3 диафрагмы.
- Universal
- Velo Klapp
- Zwei-Verschluss-Camera

### Кинопроекторы
- 1903 год — первый проектор для плёнки 17,5 мм.
- 1905 год — первый проектор для плёнки 35 мм.
- 1934 год — ERNEMANN VII — первый проектор со звуком.
- 1954 год — первый проектор с ксеноновой лампой.
- 1972 год — проектор для плёнок размером 35 мм и 16 мм.
- 1992 год — проектор ERNEMANN 15.
- 2006 год — ERNEMANN 14.
- 2007 год — ERNEMANN 18.

### Объективы
- Ernostar